# Un drame dans les airs
Un drame dans les airs je francouzský němý film z roku 1904. Režisérem je Gaston Velle (1868–1948). Film trvá necelé tři minuty. Film byl natočen podle povídky Julesa Verna z roku 1851 Drama ve vzduchu. Ve Spojených státech byl distribuován pod názvem Drama in the Air a ve Spojeném království jako Tragedy in Mid-Air.

## Děj
Dva pasažéři se před velkým davem lidí vznesou do vzduchu v horkovzdušném balonu. Při cestě pozorují dalekohledem město Paříž, několik lodí na moři a skalnaté pobřeží, o které se tříští vlny. Náhle se strhne bouře, která bleskem zasáhne balon, čímž oba vzduchoplavci spadnou do moře, kde je zachrání muž na veslici.